# Samuel Honrubia

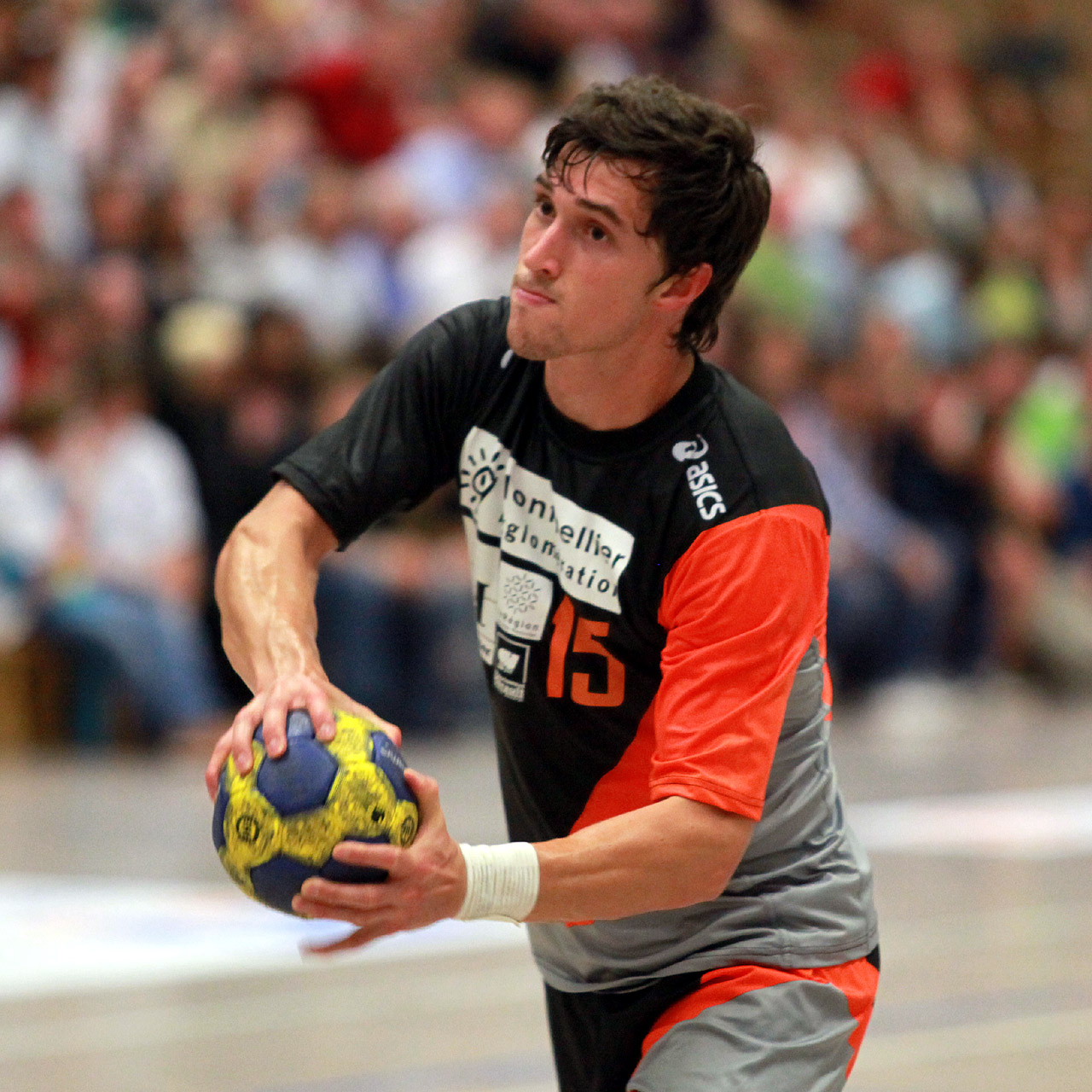
Samuel Honrubia am 14. August 2010 beim Schlecker Cup

Samuel Honrubia (* 5. Juli 1986 in Béziers) ist ein französischer Handballspieler.
Der 1,80 Meter große und 75 Kilogramm schwere linke Außenspieler begann mit dem Handballspiel bei Racing Club Montagnac. Anschließend stand Honrubia bis 2012 bei Montpellier HB unter Vertrag. Mit Montpellier spielte er in den Spielzeiten 2002/2003 bis 2011/2012 in der EHF Champions League und 2001/2002 im Europapokal der Pokalsieger. Im Sommer 2012 schloss er sich Paris HB an. Mit Paris gewann er 2013, 2015 und 2016 die Meisterschaft sowie 2014 und 2015 den französischen Pokal. 2016 wechselte er zu Tremblay-en-France Handball. Nachdem Honrubia im Sommer 2019 seine Karriere beendet hatte, unterschrieb er im Dezember 2019 einen Vertrag bei Pays d’Aix UC. Zur Saison 2021/22 wechselte er zu Istres Provence Handball.
Samuel Honrubia stand im Aufgebot der französischen Nationalmannschaft, so für die Europameisterschaft 2010 und 2014, wo er jeweils Europameister wurde. Er gewann mit seinem Team die Weltmeisterschaft 2011 in Schweden und im Sommer 2012 die Olympischen Spiele in London. Bislang absolvierte Honrubia 87 Länderspiele für Frankreich, in denen er 194 Treffer erzielen konnte.